# Frank Darabont
Ferenc Árpád Darabont dit Frank Darabont, né le 28 janvier 1959 à Montbéliard (France), est un réalisateur, scénariste, producteur compositeur, musicien et acteur de cinéma américain d'origine hongroise. Il s'est surtout illustré en réalisant trois longs métrages adaptés d'œuvres de Stephen King : Les Évadés (1994), La Ligne verte (1999), et The Mist (2007). Il est par ailleurs à l'origine du développement des séries télévisées The Walking Dead et Mob City et travaille régulièrement comme script doctor sur des scénarios de films.

## Biographie
Ferenc Árpád Darabont naît le 28 janvier 1959 en France, dans un camp de réfugiés de Montbéliard. Ses parents, réfugiés politiques d'origine hongroise, ont fui la Révolution de 1956. Frank Darabont fait ses études secondaires à Hollywood. Il ne poursuit pas ses études après le secondaire.
Il fait son entrée dans le cinéma comme assistant de production et décorateur de plateau. Il travaille notamment sur le tournage de Les Jours et les Nuits de China Blue (1984) de Ken Russell et de Trancers (1985) de Charles Band. Il commence sa carrière de réalisateur en mettant en scène en 1983, après trois ans de préparation, un court métrage intitulé The Woman in the Room, d'après la nouvelle Chambre 312, sa première adaptation d'une œuvre de Stephen King. L'écrivain est impressionné par la qualité du court métrage quand il reçoit la cassette, ce qui permet plus tard à Darabont d'obtenir les droits de la nouvelle Rita Hayworth et la Rédemption de Shawshank.
À la fin des années 1980, Frank Darabont coécrit les scénarios de trois films d'horreur : Les Griffes du cauchemar (1987) et Le Blob (1988) de Chuck Russell, ainsi que La Mouche 2 (1989) de Chris Walas. Il écrit ensuite des scénarios pour les séries télévisées Les Aventures du jeune Indiana Jones et Les Contes de la crypte. En 1994, il collabore également à l'écriture de Frankenstein de Kenneth Branagh mais se montre très mécontent du travail du réalisateur, affirmant qu'il a dépouillé le scénario de toute sa subtilité.
La même année, il revient derrière la caméra et connaît la consécration avec Les Évadés. Le film est un échec commercial mais un succès critique et est nommé dans sept catégories aux Oscars, dont celles du meilleur film et du meilleur scénario. Basé sur la nouvelle Rita Hayworth et la Rédemption de Shawshank de Stephen King, ce drame carcéral, avec Tim Robbins et Morgan Freeman dans les rôles principaux, lui vaut également une double nomination de la Writers Guild et de la Directors Guild of America.
Frank Darabont enchaîne en 1999 avec une troisième adaptation cinématographique d'un roman de Stephen King, devenu depuis son ami. La Ligne verte, dont l'action se déroule également dans une prison, met en vedette Tom Hanks et est cette fois-ci un succès au box-office, étant même le plus grand succès commercial d'un film adapté de l'œuvre de Stephen King. Il est par ailleurs nommé quatre fois aux Oscars, dont une nouvelle fois dans les catégories du meilleur film et du meilleur scénario.
En 2001, il change de décor pour réaliser The Majestic, l'histoire d'un vieux cinéma restauré par un comédien devenu amnésique, incarné à l'écran par Jim Carrey. Le film réunit également en têtes d'affiche Laurie Holden et Martin Landau. C'est cependant un échec commercial et les critiques sont mitigées.
Darabont travaille aussi comme script doctor pour Steven Spielberg sur Il faut sauver le soldat Ryan (1998) et Minority Report (2002). Il travaille aussi sur le scénario du 4e film de la saga Indiana Jones. Le scénario, intitulé Indiana Jones and the City of Gods et impliquant d'anciens nazis en adversaires de Jones, séduit Steven Spielberg mais pas du tout George Lucas et il est donc rejeté au grand dam de Darabont. C'est ensuite comme producteur qu'il participe au succès du film Collateral de Michael Mann avec Tom Cruise en 2004.
En 2005, la maison d'édition américaine Cemetery Dance publie une novella de Frank Darabont : Walpuski's Typewriter, un texte qu'il a écrit alors qu'il avait environ 20 ans. En 2007, il revient à la réalisation en adaptant à nouveau une histoire de Stephen King. The Mist, un film d'horreur qu'il avait en projet depuis ses débuts. Le film remporte un succès commercial raisonnable et les critiques sont majoritairement positives.
En 2010, il adapte à la télévision la bande dessinée horrifique The Walking Dead. Le casting de cette série télévisée réunit notamment deux de ses comédiens fétiches : Jeffrey DeMunn et Laurie Holden qui ont déjà tourné sous sa direction dans La Ligne verte (pour le premier), The Majestic et The Mist. Darabont écrit et réalise le pilote de la série et est producteur délégué pour toute la première saison mais, malgré les bons scores d'audience, il est renvoyé de son poste de show runner par la chaîne AMC à l'issue de la saison. Il est révélé par la suite que Darabont était en grand désaccord avec les dirigeants de la chaîne en raison de la réduction du budget de la série pour la deuxième saison.
Darabont développe alors une nouvelle série, Mob City pour la chaîne TNT. Cette série policière à l'ambiance de film noir se déroule à Los Angeles dans les années 1940. Six épisodes sont diffusés en décembre 2013 mais les audiences sont décevantes et la série n'est pas renouvelée par la chaîne. Il est également engagé comme script doctor sur Godzilla (2014), travaillant sur les personnages et le côté émotionnel.

## Filmographie
Sauf indication contraire, les informations mentionnées dans cette section peuvent être confirmées par la base de données cinématographiques IMDb,  présente dans la section « Liens externes ».

### Réalisateur
- 1983 : The Woman in the Room (court métrage)
- 1990 : Enterré vivant (Buried Alive) (téléfilm)
- 1994 : Nightshift Collection (vidéo) (coréalisé avec Jeff Schiro)
- 1994 : Les Évadés (The Shawshank Redemption)
- 1999 : La Ligne verte (The Green Mile)
- 2001 : The Majestic
- 2007 : Raines (série télévisée) - saison 1, épisode 1
- 2007 : The Shield (série télévisée) - saison 6, épisode 6
- 2007 : The Mist
- 2010 : The Walking Dead (série télévisée) - saison 1, épisode 1
- 2013 : Mob City (série télévisée) - 4 épisodes

### Scénariste
- 1983 : The Woman in the Room (court métrage) de lui-même
- 1987 : Les Griffes du cauchemar (A Nightmare on Elm Street 3: Dream Warriors) de Chuck Russell
- 1988 : Le Blob (The Blob) de Chuck Russell
- 1989 : La Mouche 2 (The Fly II) de Chris Walas
- 1990-1992 : Les Contes de la crypte (Tales from the Crypt) (série télévisée) - saison 2, épisode 10 / saison 4, épisode 8
- 1992-1993 : Les Aventures du jeune Indiana Jones (The Young Indiana Jones Chronicles) (série télévisée) - 5 épisodes
- 1992 : Two-Fisted Tales (en) (TV) - segment Showdown de Richard Donner
- 1994 : Nightshift Collection (vidéo) de lui-même et Jeff Schiro
- 1994 : Les Évadés de lui-même
- 1994 : Frankenstein (Mary Shelley's Frankenstein) de Kenneth Branagh
- 1996 : The Adventures of Young Indiana Jones: Travels with Father (TV) de Deepa Mehta et Michael Schultz
- 1998 : Black Cat Run (TV) de D. J. Caruso
- 1999 : The Adventures of Young Indiana Jones: Daredevils of the Desert (vidéo) de Simon Wincer
- 1999 : The Adventures of Young Indiana Jones: The Phantom Train of Doom (vidéo) de Peter MacDonald
- 1999 : The Adventures of Young Indiana Jones: Adventures in the Secret Service (vidéo) de Simon Wincer et Vic Armstrong
- 1999 : La Ligne verte (The Green Mile) de lui-même
- 2001 : The Majestic de lui-même (réécritures uniquement, non crédité)
- 2004 : Collatéral (réécritures/révisions)
- 2007 : The Mist de lui-même
- 2010-2011 : The Walking Dead (série télévisée) - 5 épisodes (également créateur)
- 2013 : Mob City (série télévisée) - 3 épisodes (également créateur)
- 2014 : Godzilla de Gareth Edwards (réécritures uniquement, non crédité)

### Producteur
- 1998 : Black Cat Run (TV) de D. J. Caruso
- 1999 : La Ligne verte (The Green Mile) de lui-même
- 2001 : The Majestic de lui-même
- 2002 : Salton Sea (The Salton Sea) de D. J. Caruso
- 2004 : Collatéral (Collateral) de Michael Mann
- 2007 : Raines (série télévisée) - saison 1, épisode 1
- 2007 : The Mist de lui-même
- 2010-2012 : The Walking Dead (série télévisée) - 19 épisodes
- 2013 : Mob City (série télévisée) - 6 épisodes

### Acteur
- 1997 : Shining : Les Couloirs de la peur (The Shining) de Mick Garris (mini-série) : un fantôme
- 1998 : Vampires de John Carpenter : l'homme à la Buick
- 2005 : King Kong de Peter Jackson : l'artilleur
- 2008-2009 : Entourage (série télévisée) - saison 5, épisode 8 / saison 6, épisode 9 : lui-même

### Autre
- 1984 : Les Jours et les nuits de China Blue (Crimes of Passion) de Ken Russell (département costumes)